# Magnolia pealiana
Magnolia pealiana este o specie de plante din genul Magnolia, familia Magnoliaceae, descrisă de George King. Conform Catalogue of Life specia Magnolia pealiana nu are subspecii cunoscute.